# Serdang (Meranti)
Serdang is een bestuurslaag in het regentschap Asahan van de provincie Noord-Sumatra, Indonesië. Serdang telt 4921 inwoners (volkstelling 2010).